# Fagalii
Fagalii – miejscowość w Samoa, na wyspie Upolu. Według danych szacunkowych na rok 2016 liczy 1 439 mieszkańców.